# Helina cynocercata
Helina cynocercata är en tvåvingeart som beskrevs av Xue, Feng och Tong 2005. Helina cynocercata ingår i släktet Helina och familjen husflugor. Inga underarter finns listade i Catalogue of Life.